# Hou Sogn (Langeland)
 For alternative betydninger, se Hou Sogn (Aalborg Kommune).
Hou Sogn er et sogn i Langeland-Ærø Provsti (Fyens Stift).
I 1800-tallet var Stoense Sogn anneks til Snøde Sogn. I 1896 blev Hou Sogn udskilt fra Snøde-Stoense pastorat som selvstændigt sogn. Alle 3 sogne hørte til Langelands Nørre Herred i Svendborg Amt. Snøde-Stoense-Hou sognekommune blev ved kommunalreformen i 1970 indlemmet i Tranekær Kommune, der ved strukturreformen i 2007 indgik i Langeland Kommune.
I Hou Sogn ligger Hou Kirke.
I sognet findes følgende autoriserede stednavne:
- Bastemose (bebyggelse)
- Bræmlevænge (areal)
- Estre Huse (bebyggelse)
- Frankeklint (areal)
- Fruensvænge (bebyggelse)
- Hoborg (bebyggelse)
- Hou (bebyggelse, ejerlav)
- Hou Plantage (bebyggelse)
- Hønsebjerg (bebyggelse)
- Jydevænge (bebyggelse)
- Lohals (bebyggelse)
- Mørkholm Skov (areal)
- Piben (bebyggelse)
- Prisskov (areal)
- Sandet (bebyggelse)
- Skiften (bebyggelse, ejerlav)
- Smørstakken (areal)
- Stigtehave (areal)
- Uglebjerg (bebyggelse)
- Vesterhuse (bebyggelse)
- Øren (areal)
- Østerhuse (bebyggelse, ejerlav)
- Østerstrand (bebyggelse)